# Paraw
 (mars 2019).
Si vous disposez d'ouvrages ou d'articles de référence ou si vous connaissez des sites web de qualité traitant du thème abordé ici, merci de compléter l'article en donnant les références utiles à sa vérifiabilité et en les liant à la section « Notes et références ».

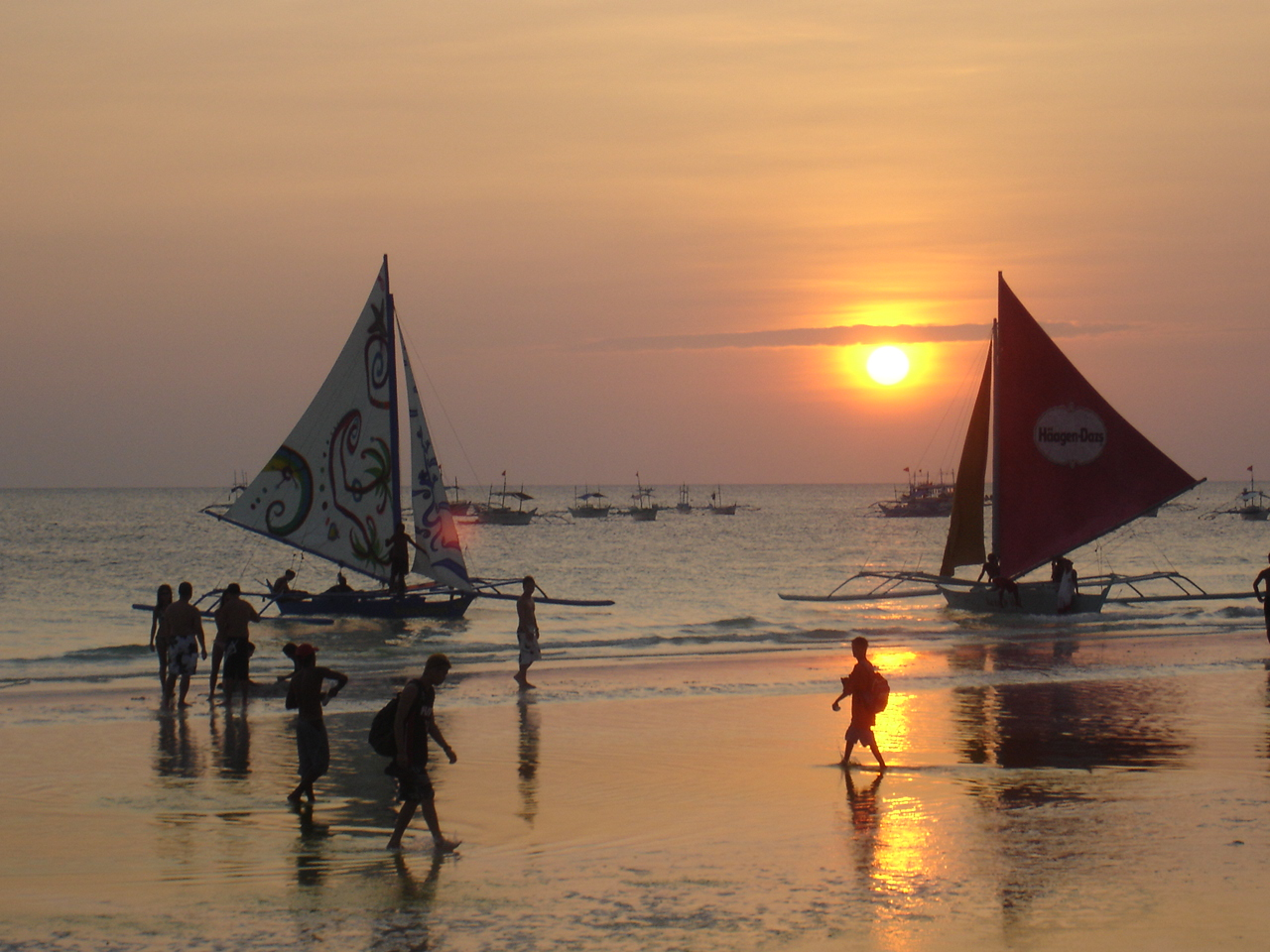
Paraw à Boracay avec voiles traditionnelles.

Un paraw (aussi appelé parao ou prahu) est un type de pirogue de taille variable, à double balanciers, à voile austronésienne et un foc. Ce type de voilier est utilisé dans l'archipel de Visayas (Philippines), il est l'équivalent philippin du prao.   

## Étymologie et sémantique
Le mot paraw aussi parao est lié au prao et peut être utilisé pour désigner un bateau. L'objet a pris le nom de sa fonction.  
Un paraw est semblable à un prao, mais présente deux balanciers. Les trois éléments du voilier sont appelés :   
- bangka (canoë),
- katig (outriggers),
- et layag (voiles).

Aux Philippines, les bateaux sans voile (avec ou sans stabilisateurs) sont généralement appelés bangka (vanca) ou baroto (aussi baloto). Les versions motorisées de bangkas sont communément appelées banka et sont utilisées pour les voyages entre les îles.   

## Caractéristiques et construction

### Matériaux

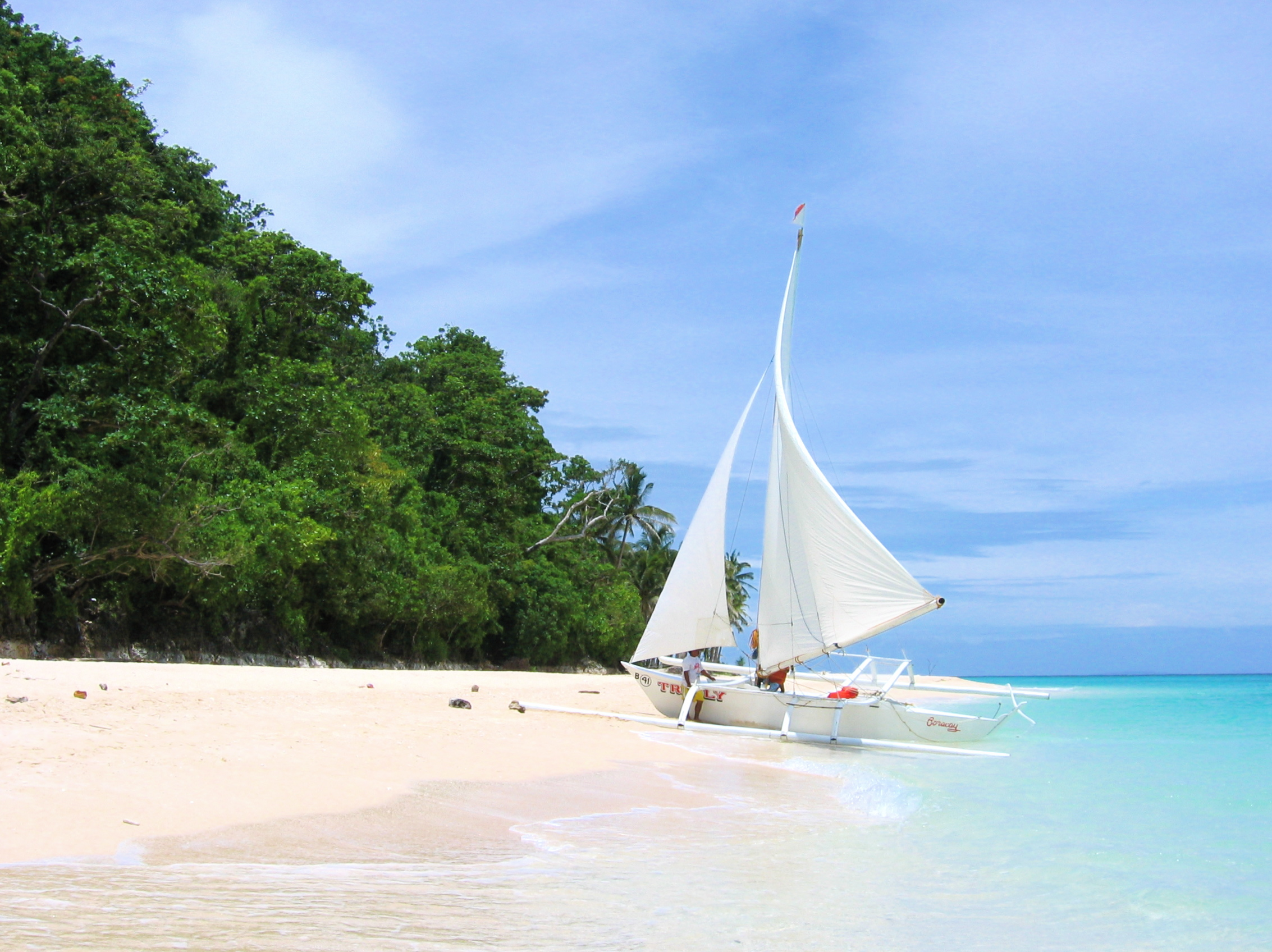
Un paraw sur une plage.

Ces bateaux sont traditionnellement fabriqués à partir de nombreuses espèces de bois et plantes : dungon, guisoc, ipil, duca, baslayan, obacya, bayog, acajou des Philippines (lawaan), basa et molave. Les cordages sont traditionnellement fabriqués à partir d'abaca (chanvre de Manille). 
Les versions modernes utilisent du contreplaqué pour la coque et des cordages synthétiques. 

### Coque
La coque peut être creusée dans un tronc d'arbre massif ou constituée de planches fixées à l'aide de clous en bois. Le bateau lui-même peut être classé en fonction de sa capacité de passagers en isahan ("pour une [personne]") ou en duwahan ("pour deux [personnes]"), mais le paraw a généralement une capacité de plus de deux personnes, ce qui conduit à son utilisation pour le transport de groupes de passagers et de marchandises entre les îles. La section transversale étroite du bateau limite la traînée et le frottement de l'eau. Les paraws peuvent naviguer entre 11 et 17 nœuds (20 ~ 31 km/h).

### Balanciers
Les deux stabilisateurs (appelés ama ou katig), sont en bois ou en bambou, l'avant de ces derniers peuvent être droits ou courbés vers le haut, à la manière des skis. Ils servaient de contrepoids et oppose un appui du côté sous le vent, afin que le bateau ne se renverse pas facilement. La présence des stabilisateurs remplace la quille et réduit le poids total sans sacrifier la stabilité.

### Voiles

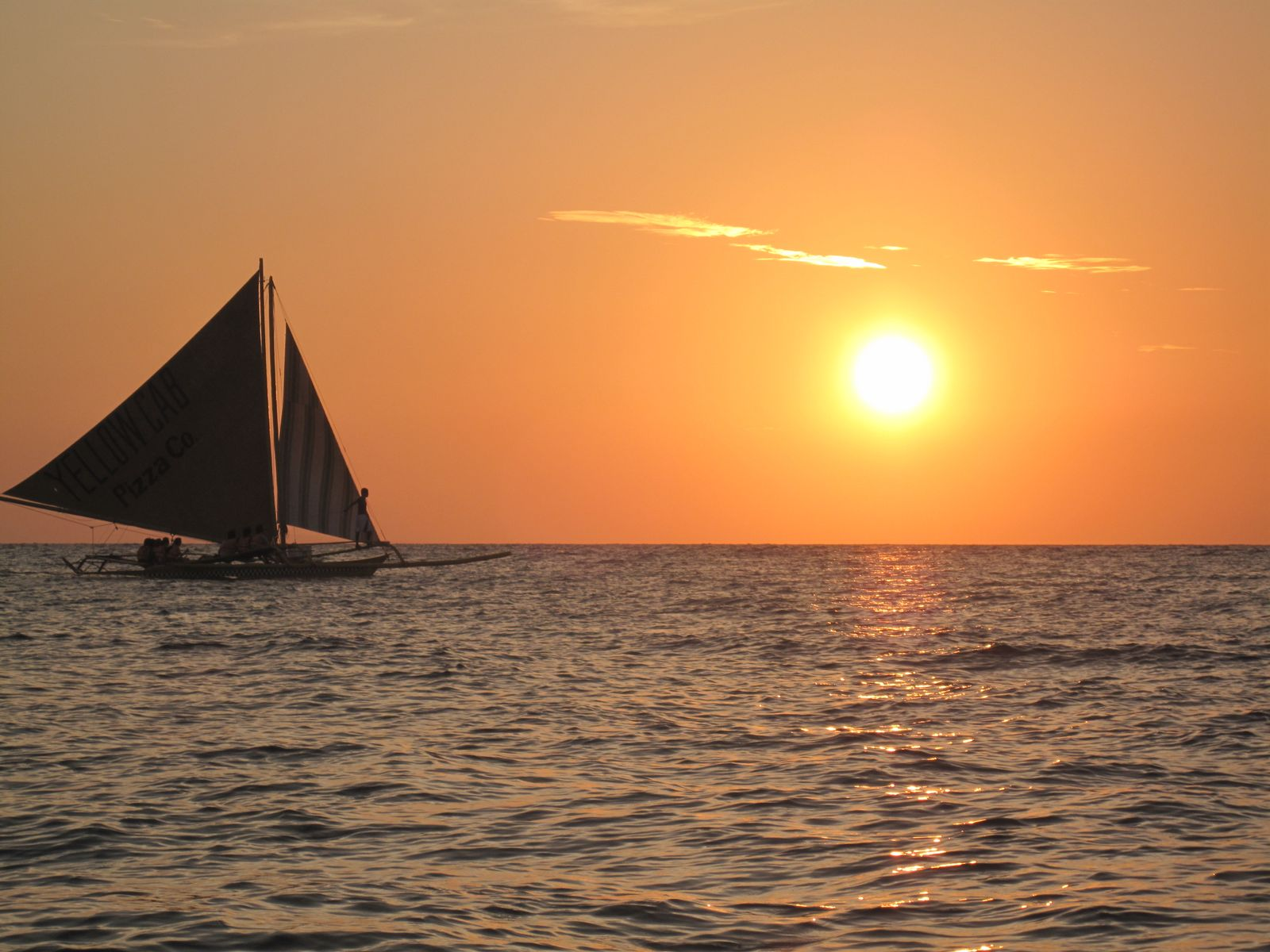
Un paraw naviguant devant l'île de Boracay. On distingue clairement le détail des espars et notamment les deux espars qui tiennent la voile : Une bôme et dont antenne verticale doublant le mât.

Ils portent une voile austronésienne triangulaire et un foc. La voile principale (layag) peut être constituée de n'importe quel matériau : natte tissée, toile, ou même des éléments de récupération. Les grands paraw sont équipés de flèches.  
Traditionnellement, la voile principale est maintenue entre deux espars : une bôme et une antenne. Ce gréement diffère du gréement à voile latine par la position verticale de l'antenne, doublant le mât qui ne souffre pas d’un mauvais virement. Il n’existe aucune directive sur la forme de la voile principale, mais elle peut se rapprocher d’un triangle équilatéral. Une variante du paraw à voiles rectangulaires s'appelle vinta.  

### Mât
Le mât unique, généralement en bambou, est sécurisé par des étais attachés sur le bateau et les balanciers. Historiquement, le mât de petits paraws était réalisé avec une lance (appelée bangkaw). C'était une partie utile du navire lors de raids contre d'autres villages côtiers. 
Les versions plus grandes de ce voilier sont équipées de deux mâts. 

## Usages
Avant que l’île de Boracay ne devienne un lieu de villégiature touristique, les paraws étaient utilisées pour la pêche, le transport de personnes et le transport de marchandises et plus rarement la guerre. Depuis l’émergence du tourisme, ces voiliers sont utilisés pour la plaisance.  
Une régate de paraws a lieu depuis 1973 dans la ville d’Iloilo. Il s’agit d’une course de 36,5 kilomètres qui attire de nombreux touristes. 